# Tetralemma (Strukturaufstellung)
Das Tetralemma in der systemischen Strukturaufstellung ist eine von Insa Sparrer und Matthias Varga von Kibéd entwickelte Adaptation eines logischen Schemas aus der indischen Logik (siehe Tetralemma) für die Anwendung im Bereich von systemischem Coaching, Beratung und Therapie und der systemischen Strukturaufstellung. Dabei soll der Entscheidungs- und Handlungsraum beim Vorliegen eines sogenannten „Dilemmas“ erweitert werden.

## Verwendung des Tetralemmas in der indischen Logik
Die logische Figur des Tetralemmas findet sich in verschiedensten indischen Texten, insbesondere auch in der indischen Logik und dort u. a. bei Nagarjuna, einem der wichtigsten und frühesten Denker des Mahayana-Buddhismus. Das dort vorfindliche Schema besteht in einer Aufeinanderfolge von vier Typen von Aussagen, die zusammengenommen die möglichen Positionen zu Beobachtungen oder Fragestellungen logisch erschöpfen, beispielsweise:
- A (Existenz)
- Nicht A (Nicht-Existenz)
- A und Nicht-A (Sowohl Existenz als auch Nichtexistenz)
- Weder A noch Nicht-A (Weder Existenz noch Nichtexistenz)

Nagarjuna fügte diesen vier Positionen noch eine fünfte Position hinzu, welche eine Art doppelte Negation enthält: Zuerst verneint die fünfte Position die Berechtigung all dieser einzelnen Positionen durch eine Art umfassenden Skeptizismus gegenüber jeder Art von Erkenntnis. In einem zweiten Schritt verneint sie sich selbst, nimmt also gar keine Position in diesem Sinne ein und wird dadurch zu einer fünften „Nichtposition“.

## Das Tetralemma als Prozess
Matthias Varga von Kibéd und Insa Sparrer haben dieses verneinte Tetralemma, wie es bei Nagarjuna auftaucht, adaptiert, und im Wege der Technik der systemischen Strukturaufstellung ein Prozessschema daraus entwickelt, das mittlerweile in vielen verschiedenen Bereichen der Sozialen Arbeit, in der Selbstreflexion der Sozialen Arbeit und der Sozialarbeitswissenschaft sowie in der systemischen Therapie und Beratung angewendet wird. Es gilt als ein Mittel der Dekonstruktion, das zum Beispiel auch in der Suchtprävention erfolgreich eingesetzt werden kann. Wie Heiko Kleve anmerkt, kann es die Interaktionspartner dabei unterstützen, gedanklich aus der zweiwertigen Logik „herauszuspringen“, die das Denken meist prägt und strukturiert.
Ausgegangen wird von zwei Entscheidungsmöglichkeiten, die sich zunächst auszuschließen scheinen, also einem Dilemma mit zwei Positionen:
- 1. Position: Das Eine
- 2. Position: Das Andere

Aus diesem Dilemma heraus führen soll zunächst die Einnahme einer Position, die „Beides“ genannt wird.
- 3. Position: Beides.

Nur eine Möglichkeit für eine solche „Beides“-Position ist der Kompromiss. Darüber hinaus werden etwa weitere 20 Kategorien beschrieben, durch die zwei gegensätzlich oder polar erscheinende Positionen verbunden werden können. Wichtige Beispiele für solche Beidesformen sind: Scheingegensatz, übersummative Verbindung, paradoxe Verbindung, Iteration, Kontextwechsel oder auch die Variante "Die Kraft des Nichtgewählten in das Gewählte einfließen lassen", eine Wendung, die ursprünglich von Martin Buber stammt und über Bert Hellinger in die Aufstellungsarbeit eingeflossen ist. So ist in der Praxis das Tetralemma zum Beispiel im Bereich der Produktentwicklung eingesetzt worden, um gegensätzliche Positionen der Bereiche Vertrieb und Produktion kreativ zu verbinden. Als weiteres Beispiel wird das "Projekt Zivilgesellschaft" als eine Beidesform dargestellt, die darauf ausgerichtet ist, die Dichotomie von Staat und Markt, Allgemeinwohl und Eigennutz etc. aufzulösen.
Ein zusätzlicher Schritt kann weiter zu einer 4. Position führen, dem „Keins von Beidem“. Da sich hierbei der Kontext ändert, wird dieser Schritt „externes Reframing“ genannt. Dabei verlieren die Fragestellung insgesamt und damit auch die Positionen 1 und 2 ihre strikte Geltung.
- 4. Position: Keines von Beidem

Eine fünfte Position soll auch über die vierte Position hinausführen und einer starken, sich selbst negierenden Form entsprechen, einer "reflexiven Musterunterbrechung", welche es ermöglichen soll, sich von allen vier vorhergehenden Positionen zu lösen und den gesamten Fragenkomplex zu verlassen. Die ursprüngliche dilemmatische Fragestellung erfordert keine Antwort mehr, sondern löst sich auf.
- 5. Position: All dies nicht und selbst das nicht.

Wer das Tetralemma bis hierhin durchschreitet, ("Das Tetralemma ist also eine Landschaft, die sich ändert, während wir sie durchwandern und dadurch, dass wir das tun.") soll sich in einer neuen ersten, "reiferen" Position wiederfinden. Das Tetralemma kann von dort aus erneut eröffnet werden und hat insofern kein Ziel, sondern ähnelt eher einer sich drehenden Spirale, bei der jeder neue Kreis wieder einen Neuanfang darstellt und die prinzipiell ohne Ende weitergedreht werden könnte.